# Sołtyk

Herb według Ostrowskiego (Sołtyk I), w ujęciu graficznym Tadeusza Gajla

Herb według Ostrowskiego za Siebmacherem (Sołtyk II), w ujęciu graficznym Tadeusza Gajla

Herb Sołtyk I według Tadeusza Gajla, z klejnotem zaczerpniętym z rosyjskich przedstawień herbu

Herb Sołtyk II według Tadeusza Gajla, z klejnotem zaczerpniętym z rosyjskich przedstawień herbu

Herb w wersji z płaszczem książęcym

Sołtyk III (Soroka)

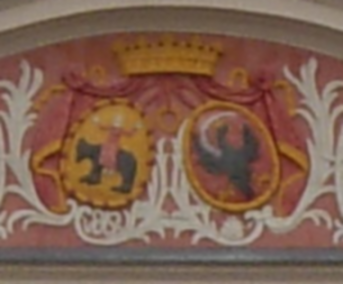
Herby Macieja Sołtyka i jego żony z II poł. XVIII wieku

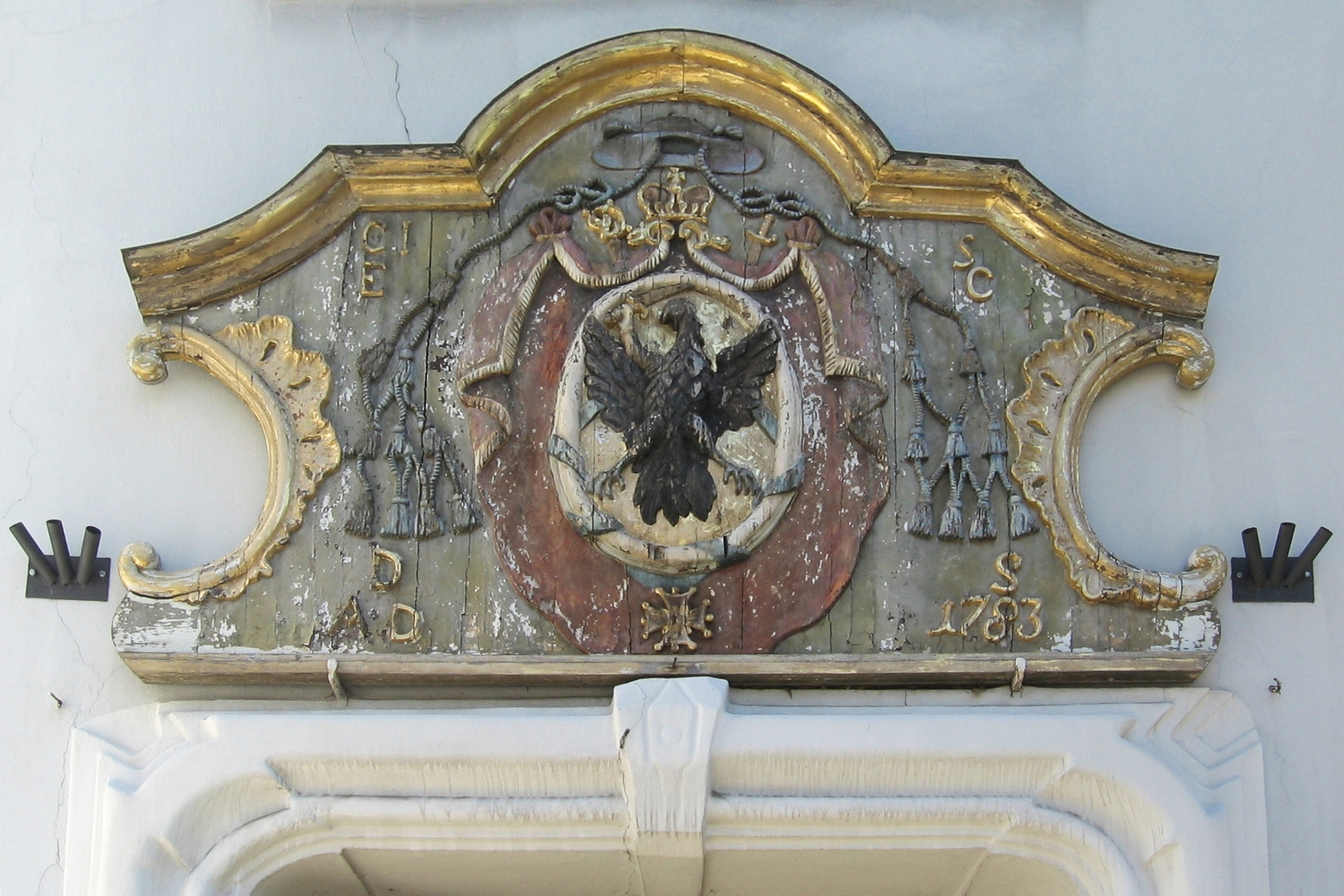
Drewniana tablica z 1783 roku z herbem biskupa Kajetana Sołtyka w kościele Św. Macieja w Siewierzu

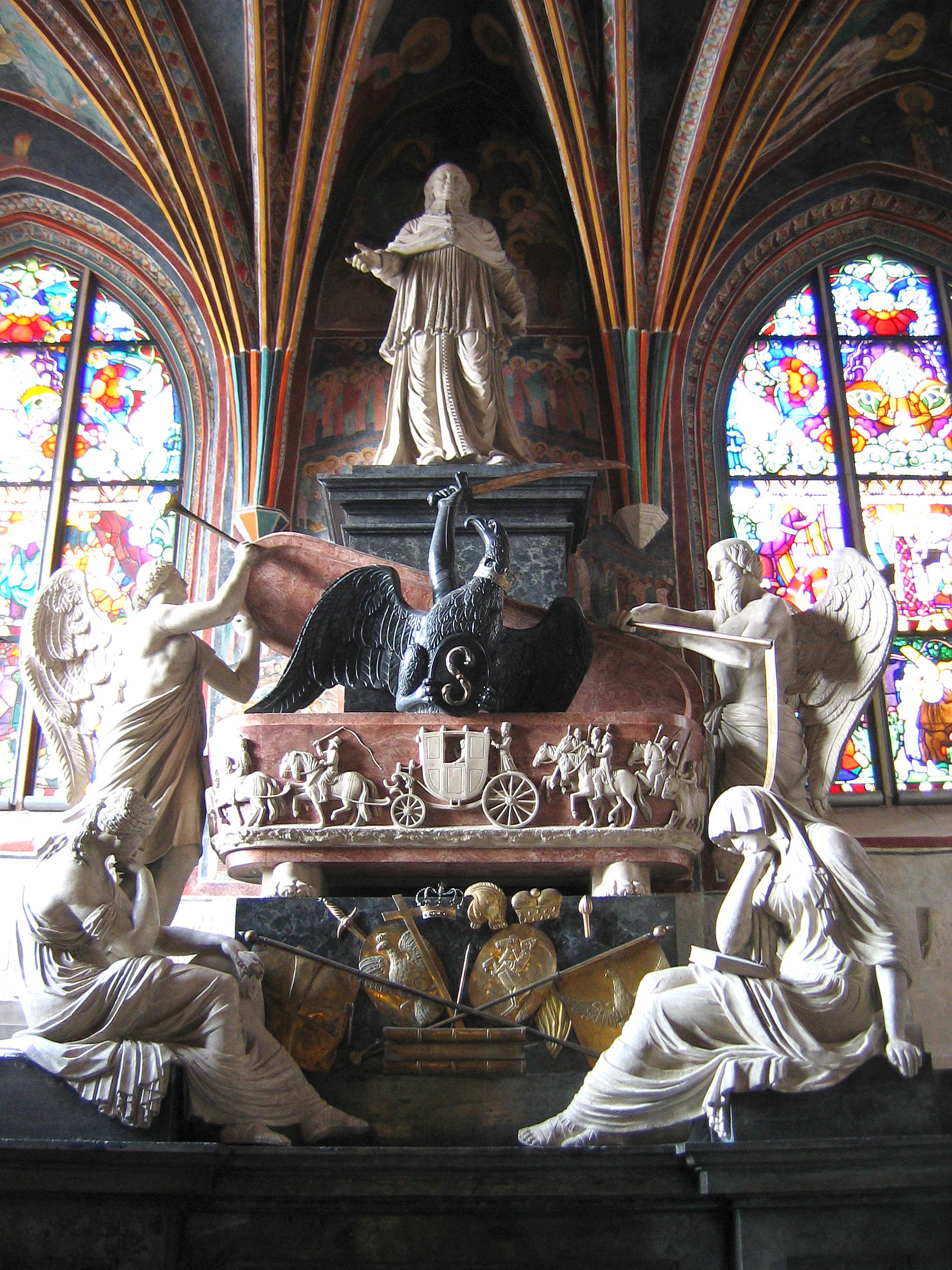
Nagrobek Kajetana Sołtyka z 1789 roku

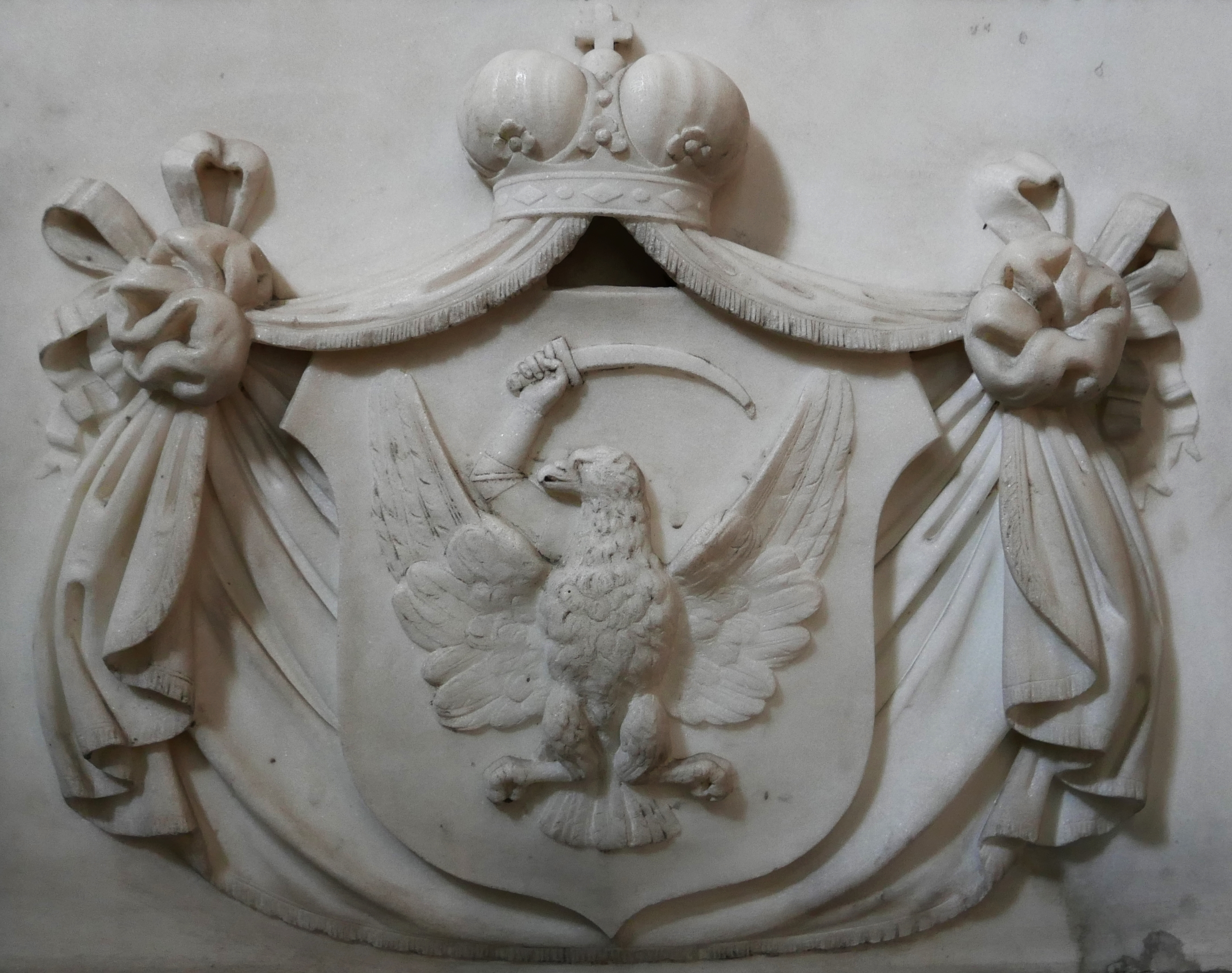
Herb Sołtyk na nagrobku Stanisława Sołtyka z 1840 roku

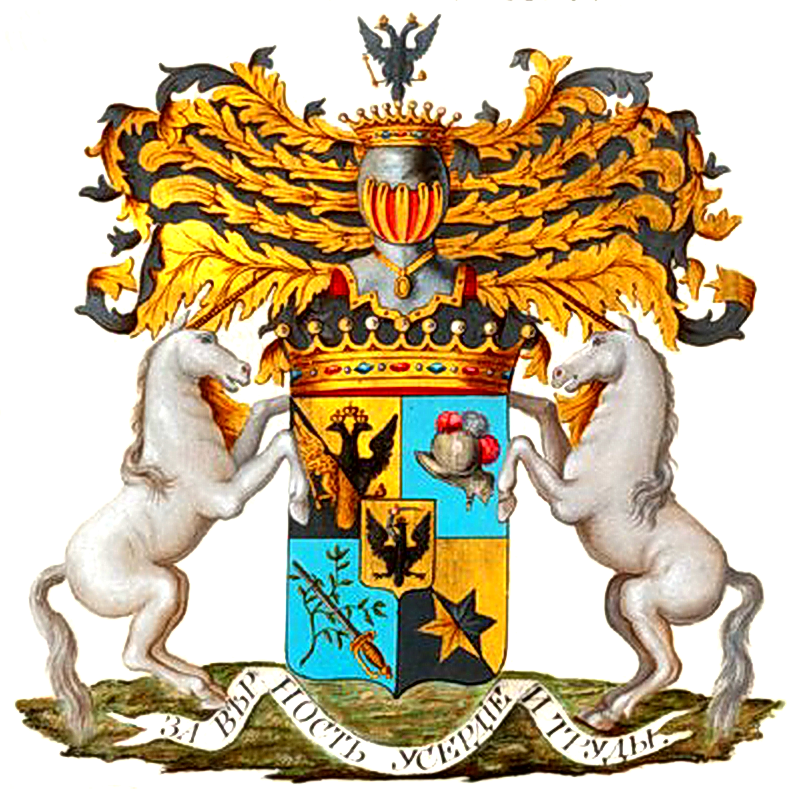
Herb Nikołaja Iwanowicza Sałtykowa jako hrabiego

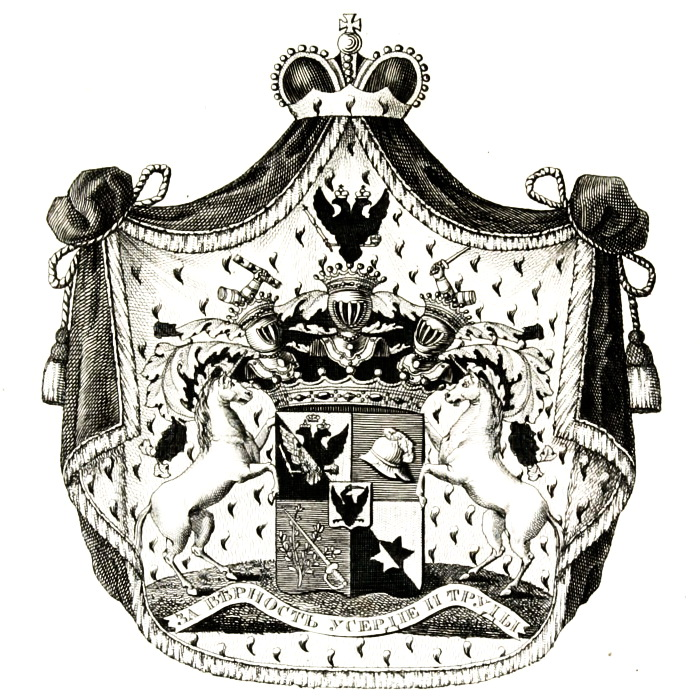
Herb Nikołaja Iwanowicza Sałtykowa jako księcia

Sołtyk (Prus, Prus odmienny) – polski, ruski i rosyjski herb szlachecki.

## Opis herbu
Opisy stworzono używając klasycznego języka blazonowania. Numeracja wariantów pochodzi od Juliusza Karola Ostrowskiego.
Sołtyk I: W polu złotym orzeł czarny z koroną na szyi spod której ramię zbrojne z szablą nad głową, zgięte w łokciu, w klejnocie mitra książęca. Labry czerwone, podbite złotem.
Sołtyk II: jak powyższy, ale orzeł ma dodatkowo koronę na głowie, zaś labry są czarne, podbite złotem.
Sołtyk III (Soroka): W polu czerwonym orzeł czarny ukoronowany, na lewej łapie stojący, w prawej trzymający miecz prosto w słup, na którym przewleczona korona lub mitra. Klejnot - samo godło. Labry czerwone, pobite srebrem.

## Najwcześniejsze wzmianki

### Heraldyka rosyjska
Jak podaje drugie wydanie herbarza Niesieckiego za rosyjskim historykiem Szczerbatowem, przodek rodziny Sołtyków z dawnych Prus miał przenieść się na Ruś, a jego potomkowie noszący później nazwisko Sałtykow, doszli do dużego znaczenia w Państwie Moskiewskim. Jak podaje Teodor Żychliński, który nie zgadza się z pruskim pochodzeniem Sałtykowów, jeden z przedstawicieli rodziny w 1612 roku uszedł do Polski tym samym przenosząc herb Sołtyk do heraldyki polskiej.
Jedne ze starszych wyobrażeń herbu Sałtykowów w heraldyce rosyjskiej pochodzą z odrysów pieczęci trzech przedstawicieli rodziny, jakie znalazły się w rękopisie herbarza Anisima Kniaziewicza z 1786 roku. Herb tam wyobrażony w odróżnieniu od wersji obecnej w heraldyce polskiej, nie miał korony na głowie czy szyi orła. Na dwóch z trzech odrysów herb zaopatrzony był w trzymacze w postaci jednorożców. Na jednym tarcza położona jest na płaszczu książęcym, chociaż jest on zwieńczony zwykłą koroną szlachecką.
W części 7 Obszczi gerbownika z 1803 roku znalazł się pełny, barwny herb rosyjskiej gałęzi Sałtykowów. Orzeł pozbawiony był tutaj korony na szyi, miał za to mitrę książęcą na głowie. Zbrojne ramię wychodzące z szyi trzymało miecz. Herb zaopatrzono w trzymacze w postaci dwóch jednorożców, labry złote podbite czernią oraz niespotykany w polskiej heraldyce klejnot w postaci trzech piór strusich. Przedstawiciel tej rodziny, Nikołaj Sałtykow, uzyskał w Rosji następnie tytuły arystokratyczne. Tytuł hrabiego otrzymał 8 września 1790 roku. Rodowy herb znalazł się na sercowej tarczy czteropolowego herbu z udostojnieniami. Tarczę nakryto koroną hrabiowską i zmieniono klejnot na dwugłowego carskiego orła. 31 sierpnia 1814 roku Nikołaj Sałtykow otrzymał godność księcia. Opisany wyżej herb znalazł się w związku z tym na płaszczu książęcym. 
Herb, którego godła odpowiadają opisowi herbu Sołtyk III, ale bez labrów i klejnotu, za to z mitrą książęcą na głowie orła, pod nazwą przypisanej mu rodziny Soroka znalazł się w Herbarzu Małorosyjskim Łukomskiego i Modzelewskiego z 1914 roku. Rodzina Soroka miała być potomkami wzmiankowanego w XVIII wieku Fedora Iwanowicza Soroki.

### Heraldyka polska
W heraldyce polskiej herb ten nie występuje w źródłach średniowiecznych ani XVI-wiecznych. 
Najwcześniej wzmiankowanym w Rzeczpospolitej przedstawicielem rodziny był pochodzący z Państwa Moskiewskiego Bazyli Sołtyk, który około 1619 roku miał otrzymać indygenat i tym samym przenieść herb Sołtyk na polski grunt.
Mimo to, herbu Sołtyk mie wymieniają też herbarze XVII-wieczne, Gorczyna (1630) oraz Wacława Potockiego (1696). Herb nie występuje w herbarzyku Antoniego Swacha (1705), który był kompilacją wcześniejszych prac Marcina Bielskiego (Kronika wszytkiego świata, 1551 i Kronika polska Marcina Bielskiego nowo wydana, 1597), Jana Liwa Herbulta oraz Szymona Okolskiego (Orbis Poloni, 1641-43). 
Herb Sołtyk przytoczył dopiero Kasper Niesiecki w Koronie polskiej (1743). Niesiecki stwierdził, że herbu tego nie znali ani Bartosz Paprocki (XVI wiek) ani Szymon Okolski (XVII wiek). Opis i ilustracja herbu odpowiada wersji oznaczonej później jako Sołtyk III. Nie określono barw pola oraz labrów, zaś bezpośrednio nad tarczą umieszczono książęcą mitrę.
Na frontonie Pałac w Kurozwękach z drugiej połowy XVIII wieku widnieje herb Macieja Sołtyka, gdzie pole jest czerwone, a orzeł patrzy w heraldyczną lewą stronę.
Na drewnianej tablicy w kościele św. Macieja w Siewierzu z 1783 roku znajduje się herb biskupa Kajetana Sołtyka położony na płaszczu książęcym, z oznakami godności księcia-biskupa (pastorał, miecz, kapelusz z 18 chwostami). Orzeł pozbawiony jest tutaj koron.
Na nagrobku biskupa Kajetana Sołtyka z 1789 roku w Kaplicy Świętokrzyskiej na Wawelu znajduje się kompozycja nawiązująca do herbu Sołtyk, gdzie orzeł dodatkowo trzyma w łapach owalną tarczkę z inicjałem S. 
Wojciech Wielądko w swojej Heraldyce z 1796 roku podaje opis i wizerunek herbu odpowiadający Sołtykowi I. Podobnie jak u Niesieckiego, brak jest opisu barwy pola i labrów. Inaczej niż u Niesieckiego, mitra książęca położona została na hełmie, nie zaś bezpośrednio na tarczy.
Na nagrobku bratanka biskupa Kajetana, Stanisława Sołtyka z 1840 roku w Kościele Dominikanów w Krakowie, orzeł jest bez korony, za to tarcza spoczywa na płaszczu książęcym. Stanisław Sołtyk nie miał tytułu księcia, ale księciem siewierskim był jego stryj.
W wydaniu pracy Niesieckiego z roku 1841, autor poprawek, rozszerzeń i przypisów do tego dzieła, tj. Jan Nepomucen Bobrowicz, zamieścił informację, że opis i ilustracja z pierwotnego wydania Niesieckiego są błędne. Nowa ilustracja Bobrowicza odpowiada co do godła herbowi Sołtyk I. Podobnie jak w oryginalnej pracy Niesieckiego, nie określono barw pola oraz labrów, zaś bezpośrednio nad tarczą umieszczono książęcą mitrę. W herbarzu zauważono też, że herb jest podobny do herbu Prus Królewskiech, skąd według tradycji pochodzi rodzina Sołtyków. Informację tę podano, powołując się na ustalenia rosyjskiego historyka Szczerbatowa.
Barwa pola (złota) znalazła się w opisie herbu Sołyków we francuskojęzycznej pracy Seweryna Uruskiego poświęconej polskim rodom arystokratycznym z 1862 roku. Opis herbu odpowiada Sołtykowi I. Nie odnotowano klejnotu ani labrów. Wedle Uruskiego, Sołtykowie nosili tytuł hrabiowski.
Jerzy Sewer Dunin Borkowski odnotował w 1887 roku nazwę tego herbu jako Prus odmienny.
Barwę pola jako złotą podał w swoim opisie herbu Sołtyków Teodor Żychliński w Złotej księdze szlachty polskiej z 1895 roku. Wersja herbu podawana przez Żychlińskiego odpowiada wizerunkom tarczy późniejszego herbu Sołtyk I. Nie odnotowano klejnotu ani labrów, bezpośrednio nad tarczą miała znajdować się mitra książęca.
Emilian Szeliga-Żernicki w swojej pracy o polskiej szlachcie z 1900 roku podał opis herbu w dużej mierze tożsamy z opisem Wielądka, włącznie z mitrą książęcą na hełmie. Jedyna różnica to barwa pola, która wedle Żernickiego miała być taka sama jak w podobnym herbie Prus Królewskich. Żernicki podał, że Sołtykowie mieli być notowani w Prusach już w 1400 roku.
Herby w dwóch wersjach przytoczono w herbarzu Siebmachera z 1905 roku. Odpowiadają one herbom Sołtyk II i III Ostrowskiego (u Siebmachera jako Sołtyk I i II). Po raz pierwszy odnotowano barwę labrów obu herbów - odpowiednio czarne podbite złotem oraz czerwone podbite srebrem.
Informacje wyżej wymienionych autorów zebrał Juliusz Karol Ostrowski, który podał cztery warianty herbu: Sołtyk I, II, III i IV, przy czym ostatni miał być tylko inną wersją stylistyczną, z herbarza Marka Ambrożego. Wersja I przytoczona została m.in. za Niesieckim, Wielądkiem, Żychlińskim i Żernickim, przede wszystkim zaś za Bobrowiczem. Innowacją w stosunku do tych autorów było określenie przez Ostrowskiego barw labrów - czerwone podbite złotem. Wersje II i III przytoczone zostały za Siebmacherem, zaś III dodatkowo za Niesieckim. W herbarzu Marka Ambrożego nie figuruje herb Sołtyk, jest jedynie podobny herb Prus Królewskich, identyczny z ilustracją herbu Sołtyk IV, zamieszczoną przez Ostrowskiego.
W Tablicach odmian herbowych (1909) Chrząńskiego pole herbu jest czerwone, zaś w klejnocie mitra książęca.
Tadeusz Gajl w swoich pracach podaje wizerunki herbu Sołtyk I, II i III. Źródłem pierwszego wizerunku są Ostrowski (tarcza i labry) oraz Obszczij gerbovnik (klejnot). Źródłem drugiej ilustracji są Ostrowski i Siebmacher (u Siebmachera jako Sołtyk I), ale klejnot ponownie ma formę jak w Obszczi gerbovniku. Autor podaje, że trzeci wariant zaczerpnięty został z Siebmachera (tam jako Sołtyk II) oraz Niesieckiego.

## Herbowni
Sołtyk I i II: Jedna rodzina herbownych (herb własny): Sołtyk.
Sołtyk III: Wedle Niesieckiego jest to właściwy herb Sołtyków, co korygował Bobrowicz. 
W Herbarzu Małorosyjskim herb podobny do Sołtyka III przypisany jest rodzinie o nazwisku Soroka. Z Sołtykiem III ród Soroków wiąże w swoich pracach Tadeusz Gajl. Ponadto, w roku 1802 z herbem tym (pod nazwą Sołtyk, ale opis odpowiada Sołtykowi III) wylegitymował się na Wołyniu szlachcic o nazwisku Soszyński.